# ولوو اف‌ال
ولوو اف‌ال (انگلیسی: Volvo FL) کوچکترین کامیون ولوو است که برای  ، جمع آوری زباله ، کامیون ساختمانی یا تراکتور با فرم کوچک مناسب است.ولوو تا دهه ۱۹۷۰ بسیاری از سهم بازار جهانی خود را در بخش کامیون سایز متوسط را از دست داده بود و بنابراین مجبور شد این سری کامیون را تولید کند. ولوو اف‌ال از تابستان سال ۱۹۸۵ در مدل های مختلف با درجه بندی وزن مختلف ساخته شده است. آخرین مدل از این خودرو سال ۲۰۱۳ به فروش رسید.